# Aermacchi MB.308
L'Aermacchi MB.308, soprannominato affettuosamente "macchino". dai suoi equipaggi, è un monomotore da turismo e addestramento ad ala alta sviluppato dall'azienda aeronautica italiana Aeronautica Macchi negli anni quaranta e prodotto, oltre che dalla stessa, anche su licenza dall'azienda argentina German Bianco S.A. per il mercato sudamericano.
Destinato al mercato dell'aviazione generale, anche nella variante idrovolante a scarponi, venne utilizzato anche in ambito militare per la formazione degli equipaggi in Egitto, nella Royal Egyptian Air Force, in Italia, nell'Aeronautica Militare, ed in Libano, nella Al-Quwwat al-Jawwiyya al-Lubnaniyya.

## Storia del progetto

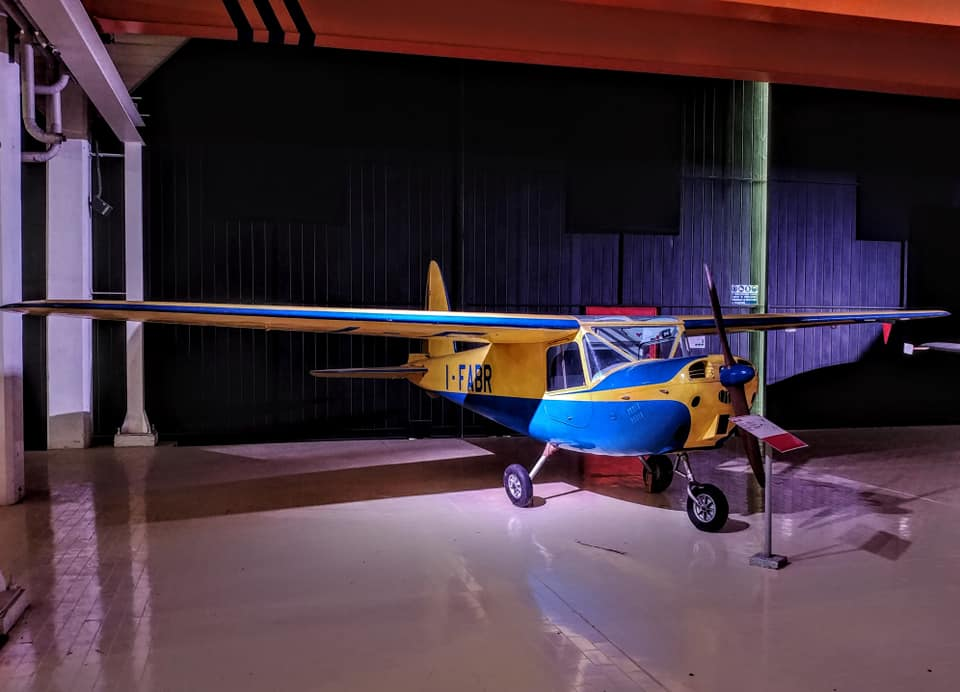
Il primo esemplare di Mb-308, ora esposto al Parco e Museo di Volandia.

Nei tardi anni trenta l'ingegnere Ermanno Bazzocchi aveva progettato per conto della Compagnia Nazionale Aeronautica (CNA) un modello per rispondere a una specifica emessa dalla Reale Unione Nazionale Aeronautica (RUNA) per un velivolo leggero da destinare ai voli turistici e all'addestramento civile, il CNA PM.1. Il PM.1 era relativo a un velivolo compatto dall'aspetto convenzionale, un monomotore monoplano ad ala alta con cabina chiusa a due posti affiancati e carrello fisso. Data l'impossibilità da parte dell'azienda di proseguire lo sviluppo a causa delle vicende belliche che coinvolsero l'Italia e che davano priorità alla costruzione su licenza di velivoli ritenuti più necessari, il PM.1 rimase un prototipo che, nonostante la commissione di dieci esemplari, non venne mai avviato alla produzione in serie rimanendo distrutto da un bombardamento alleato.
Bazzocchi, che dal 1941 era entrato nell'Aeronautica Macchi, nell'autunno 1945 (al termine della Seconda guerra mondiale) aveva assunto l'incarico di direttore tecnico sostituendo Mario Castoldi; per cercare di rilanciare l'azienda sul mercato dell'aviazione generale egli decise di riprendere lo sviluppo del PM.1. La necessità di ricostituire un parco velivoli per vari aeroclub che stavano risorgendo sul territorio nazionale si rivolgeva principalmente all'acquisizione di materiale surplus di produzione statunitense, come il Piper L-4, o sugli AVIA FL.3, ed era dunque necessario per poter competere realizzare un modello economico nell'acquisto e nella gestione, che pur rimanendo semplice da pilotare potesse offrire prestazioni superiori alla concorrenza.
Il nuovo modello, indicato come MB.308, riproponeva l'impostazione generale del PM.1, mantenendo la cabina di pilotaggio a due posti affiancati con accesso tramite portelli apribili verso l'alto e l'ala alta a sbalzo ma introducendo alcune modifiche tra cui l'adozione di un impennaggio ridisegnato nell'elemento verticale, affiancando sul piano alare agli alettoni una coppia di flap, sostituendo nella cabina di pilotaggio i comandi a barra con i volantini e sostituendo il carrello d'atterraggio con un più moderno triciclo anteriore. Il modello, nelle intenzioni della AerMacchi, avrebbe dovuto essere presentato all'edizione del 1946 della Fiera di Milano, ma la sua esposizione fu vietata dalla Commissione Alleata di Controllo ed i tempi per la sua realizzazione si dilatarono.
Il prototipo, marche I-FABR, equipaggiato con la medesima motorizzazione del PM.1, ovvero un CNA D4 da 60 CV (44 kW) abbinato ad un'elica bipala a passo fisso, venne completato alla fine del 1946 e portato in volo per la prima volta il 19 gennaio 1947 dal campo di volo aziendale a Venegono Superiore ai comandi del pilota collaudatore Guido Carestiato. In quella configurazione le prove in volo rivelarono che il velivolo era in grado di fornire prestazioni in linea con quanto già presente sul mercato: con un peso a pieno carico di 570 kg raggiungeva una velocità massima di 185 km/h e una velocità di crociera pari a 160 km/h, ed era capace di un'autonomia di 900 km.
L'azienda decise di avviarlo alla produzione in serie ma, essendo minima la disponibilità di motori CNA, Bazzocchi decise di sostituire il propulsore originale con un Continental A65 di simile potenza (65 hp, 48 kW), disponibile come materiale surplus prelevato dai vari Piper L-4 Cub ex USAAF giacenti nei vari campi ARAR in stato di abbandono. L'Aeronautica Macchi, grazie a questi motori di recupero, riuscì a produrre una prima serie di una cinquantina di MB.308 distinguibili dal prototipo per l'assenza sulla cofanatura motore delle fessure di raffreddamento. Fu un importante successo commerciale; l'azienda riuscì a vendere tutta la produzione a privati e aeroclub italiani, e un esemplare, immatricolato I-DONT, fu esposto presso il padiglione dell'Associazione Industrie Aeronautiche (AIA) all'edizione del 1947 del salone aeronautico di Bruxelles, occasione che sancì la prima uscita ufficiale dell'industria aeronautica nazionale in una mostra straniera dopo il termine della Seconda guerra mondiale. Nonostante il successo ottenuto, il progetto dell'MB.308 possedeva un buon potenziale di sviluppo e si ritenne possibile avviarne l'allestimento di versioni dotate di motorizzazione più moderna e dalla maggior potenza. Alla fine di quello stesso anno si cominciò a studiare la conversione dei modelli esistenti a uno standard più elevato montando il più potente Continental C85, sempre a quattro cilindri contrapposti raffreddati ad aria e abbinato a elica bipala a passo fisso, ma capace di 85 hp (63 kW) e dotato di avviamento elettrico.

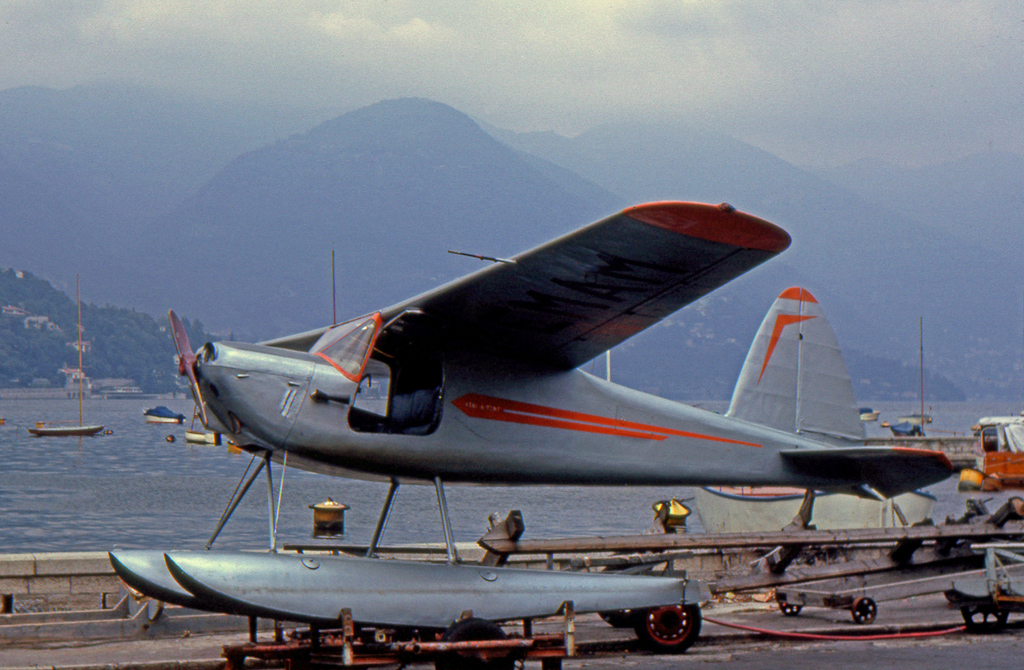
L'MB.308 Idro marche I-EMAM fotografato all'Idroscalo Internazionale di Como nell'estate del 1965.

La produzione dell'MB.308 equipaggiato con il C85 ebbe inizio nel 1948, periodo nel quale venne avviata anche la conversione dei precedenti esemplari. Al termine di quell'anno venne introdotta anche la versione idrovolante che si differenziava, oltre che per l'adozione di una coppia di galleggianti in legno in luogo del convenzionale carrello, per il motore Continental C90 da 90 hp (67 kW), propulsore che verrà adottato anche in alcuni esemplari dei successivi lotti della versione basata a terra e nella variante triposto MB.308G.
Destinato prevalentemente al mercato dell'aviazione generale nazionale, l'MB.308 ottenne anche qualche contratto all'estero, ad esempio in Francia grazie all'esposizione presso il Salone internazionale dell'aeronautica di Parigi-Le Bourget nel 1951. Inoltre l'azienda stipulò due contratti di produzioni su licenza con aziende estere, la prima nel 1953 con la tedesca Siebel Flugzeugwerke KG, che però non ottenne gli sviluppi sperati, la seconda con l'argentina German Bianco S.A. con sede a Buenos Aires che invece si dimostrò determinante per la diffusione del modello in America Latina. La German Bianco produsse e commercializzò la versione triposto MB.308G, sia nella configurazione standard italiana motorizzata con il Continental C90 da 90 hp, sia in una versione con motore Continental O-200-A da 100 hp (74 kW) e carrello con ruote carenate identificata come MB.308-100.
La produzione totale degli esemplari argentini si aggirò attorno al centinaio di esemplari, con il primo esemplare portato in volo a Buenos Aires nel 1959 quando la costruzione negli stabilimenti di Venegono Superiore era già stata ultimata da tempo attestandosi su circa 160 unità.

## Tecnica
L'MB.308 è un velivolo dall'impostazione classica di costruzione completamente lignea caratterizzata da una configurazione monomotore con velatura ad ala alta a sbalzo, abitacolo chiuso bi-triposto e carrello triciclo fisso.
La fusoliera, a sezione quadrata e realizzata con struttura in legno rivestita in pannelli di compensato sagomato, integra la cabina di pilotaggio, a due posti affiancati nella versione base, con un terzo posto ricavato dietro i due anteriori e dotato di finestrino laterale nella versione MB.308G. I due posti, destinati al pilota e al passeggero/istruttore, sono accessibili da portelli vetrati apribili verso l'alto e dotati vetri scorrevoli, con doppi comandi consistenti in volantino e pedaliera. Posteriormente la fusoliera termina in un impennaggio classico monoderiva caratterizzato da un elemento verticale di forma tondeggiante e generose dimensioni, soluzione che verrà riproposta da Bazzocchi in successivi progetti, abbinato ai piani orizzontali a sbalzo, entrambi dotati di elementi mobili ricoperti in tela verniciata.

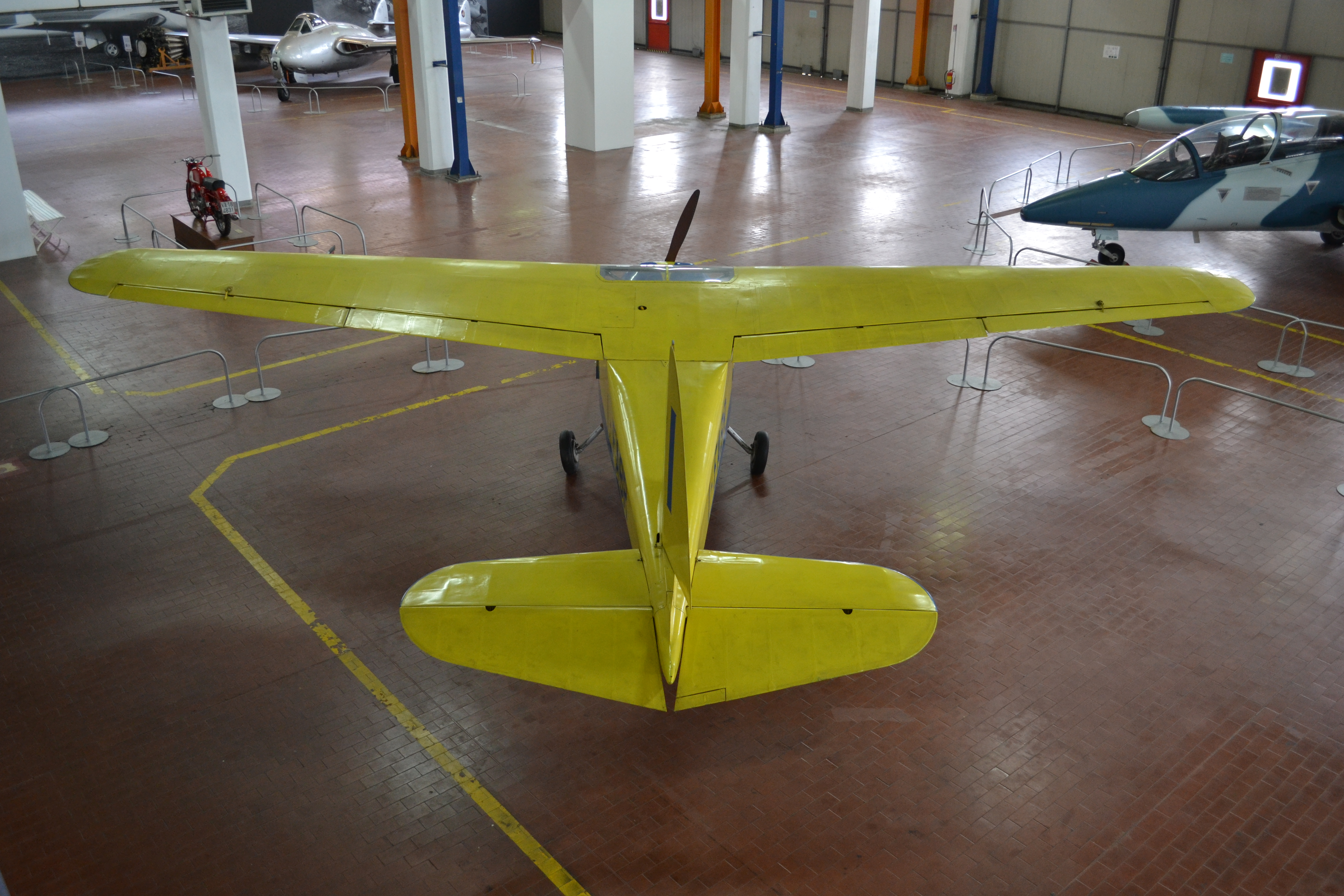
L'MB.308 visto di coda mette in evidenza la conformazione dell'ala.

La configurazione alare è monoplana, dall'ala, realizzata con struttura e rivestimento in legno, a pianta marcatamente trapezoidale e posizionata alta sul dorso della fusoliera. Dotata di alettoni e ipersostentatori sul bordo di uscita, gli uni e gli altri ricoperti in tela e gli ultimi a comando meccanico, azionati da una leva posizionata in alto tra i due sedili, poco sotto il tetto della cabina.
Il carrello d'atterraggio è del tipo triciclo anteriore, fisso, con elementi ammortizzati, ruotino orientabile e dotato di impianto frenante.
La propulsione adottata nella maggior parte dei velivoli prodotti fu il Continental C85, un quattro cilindri contrapposti raffreddati ad aria e dotato di avviamento elettrico, capace di esprimere una potenza massima al decollo pari a 85 hp (63 kW). Il motore è posizionato all'apice anteriore della fusoliera racchiuso in una cappottatura metallica in due elementi, uno superiore ed uno inferiore, e abbinato a un'elica bipala lignea a passo fisso.

## Impiego operativo
Il modello venne principalmente adottato dagli aeroclub fin dai primi anni cinquanta, utilizzato nella formazione dei nuovi piloti nelle proprie scuole di pilotaggio di primo e secondo grado fino a tutta la seconda metà degli anni sessanta, quindi progressivamente sostituito da modelli più recenti di produzione nazionale ed estera.
Dotato di buone prestazioni generali venne utilizzato in molte competizioni aeronautiche ottenendo anche risultati di prestigio. Nel 1948, ai comandi di Guido Carestiato, riuscì a piazzarsi al primo posto nella prima edizione della Settimana Aerea Internazionale, successo raggiunto ancora nelle successive edizioni del 1949 e 1950 ai comandi di Iginio Guagnellini. In seguito ottenne risultati di rilievo tra piloti civili e militari ai comandi, tra i più noti, nuovamente di Guagnellini, di Enrico Meille e di Mario De Bernardi.

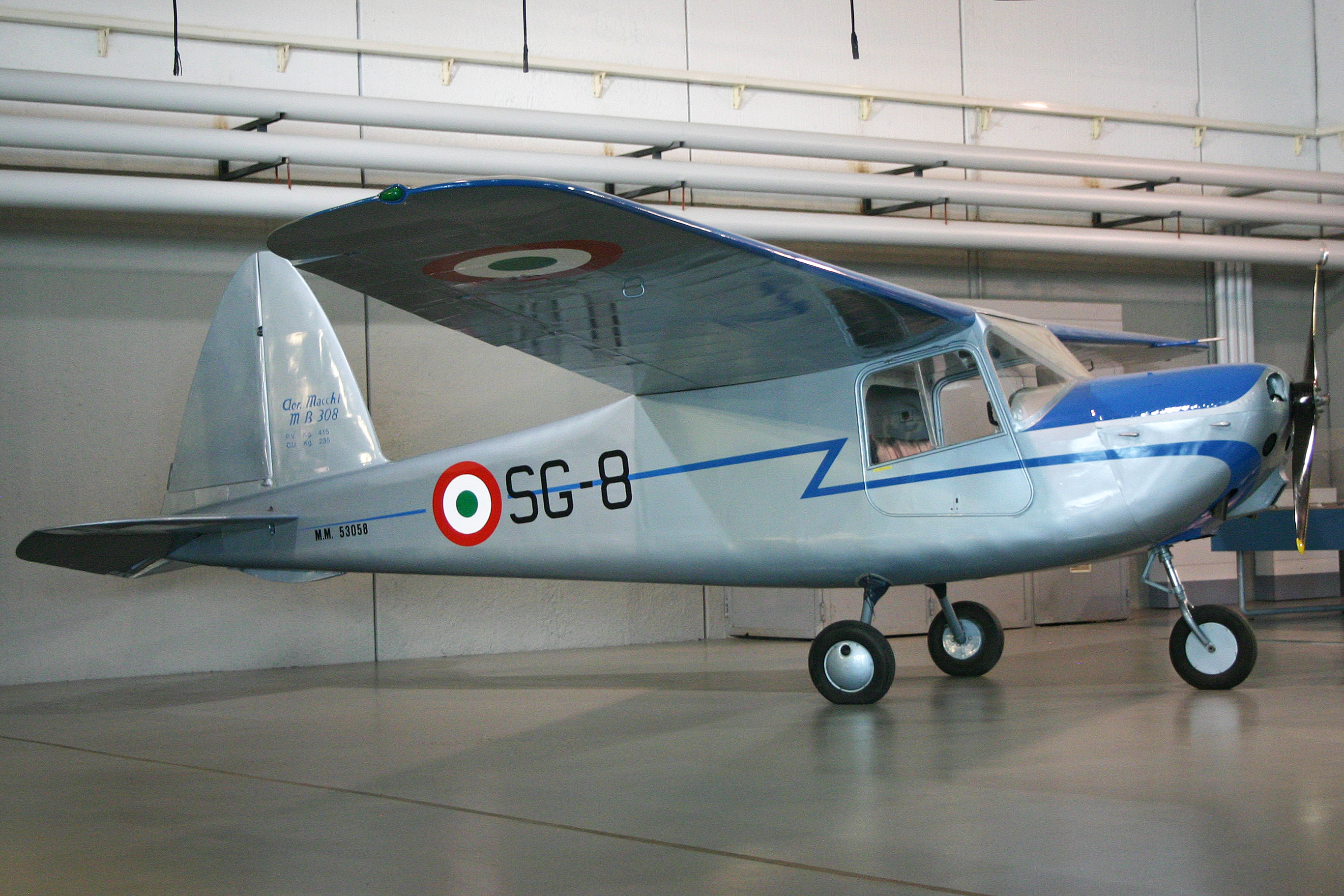
l'MB.308 marche SG-8 (MM 53058) dell'Aeronautica Militare esposto al Museo storico dell'Aeronautica Militare di Vigna di Valle.

Venne inoltre acquisito, in un'ottantina di esemplari dotati di motore C85, dall'Aeronautica Militare, che lo destinò ai reparti da addestramento. Tuttavia il suo impiego non ricoprì l'incarico di formazione dei piloti, ruolo sostenuto da altri modelli di produzione nazionale e statunitense differenti nella struttura e più idonei allo scopo, ma piuttosto nell'allenamento dei piloti già brevettati all'uso di velivoli con carrello triciclo anteriore, ancora poco diffuso nella ricostituita arma aerea della Repubblica Italiana, e come aereo da collegamento, essendo il parco velivoli a disposizione in quel ruolo composto da modelli oramai datati e poco affidabili. L'ordine era da intendere piuttosto come un'opportunità da parte della forza armata nel sostenere, pur con risorse economiche limitate, la ripresa dell'industria aeronautica nazionale grazie a contratti di fornitura di un certo numero di velivoli, promuovendo così l'eventuale introduzione sul mercato dei nuovi modelli e, nel contempo, facilitando il rientro dei costi sostenuti nel loro sviluppo.
All'inizio degli anni cinquanta, con l'introduzione sul mercato del Piaggio P.148, l'Aeronautica Militare iniziò a cedere in comodato d'uso quasi tutto il proprio parco di MB.308 all'Aero Club d'Italia, mantenendone la proprietà ma dando agli aerei immatricolazione civile. In seguito questi venivano riassegnati ai vari aeroclub sparsi sul territorio nazionale, un metodo di sostegno molto seguito in quel periodo e che comprenderà in seguito massicce elargizioni anche degli statunitensi Stinson L-5 Sentinel e degli italiani Fiat G.46 e Macchi M.416. Una minima parte furono trattenuti a Guidonia ed utilizzati come materiale di sostegno ai corsi di cultura aeronautica fino alla loro definitiva sostituzione con i Piaggio P.148 anche in questo specifico compito.

## Versioni
- MB.308 – prima versione di produzione in serie equipaggiata con un motore Continental C85.
  - MB.308 Idro – versione idrovolante a scarponi.
- MB.308G – versione triposto equipaggiata con un motore Continental C90.
  - MB.308G-100 – MB.308G costruito in Argentina, equipaggiato con un motore Continental O-200 e serbatoio di carburante ricollocato dalla fusoliera alle semiali.

## Utilizzatori

### Militari
Egitto
- Royal Egyptian Air Force

 Italia
- Aeronautica Militare

 Libano
- Al-Quwwat al-Jawwiyya al-Lubnaniyya

### Governativi
Argentina
- Gendarmería Nacional Argentina

## Esemplari attualmente esistenti

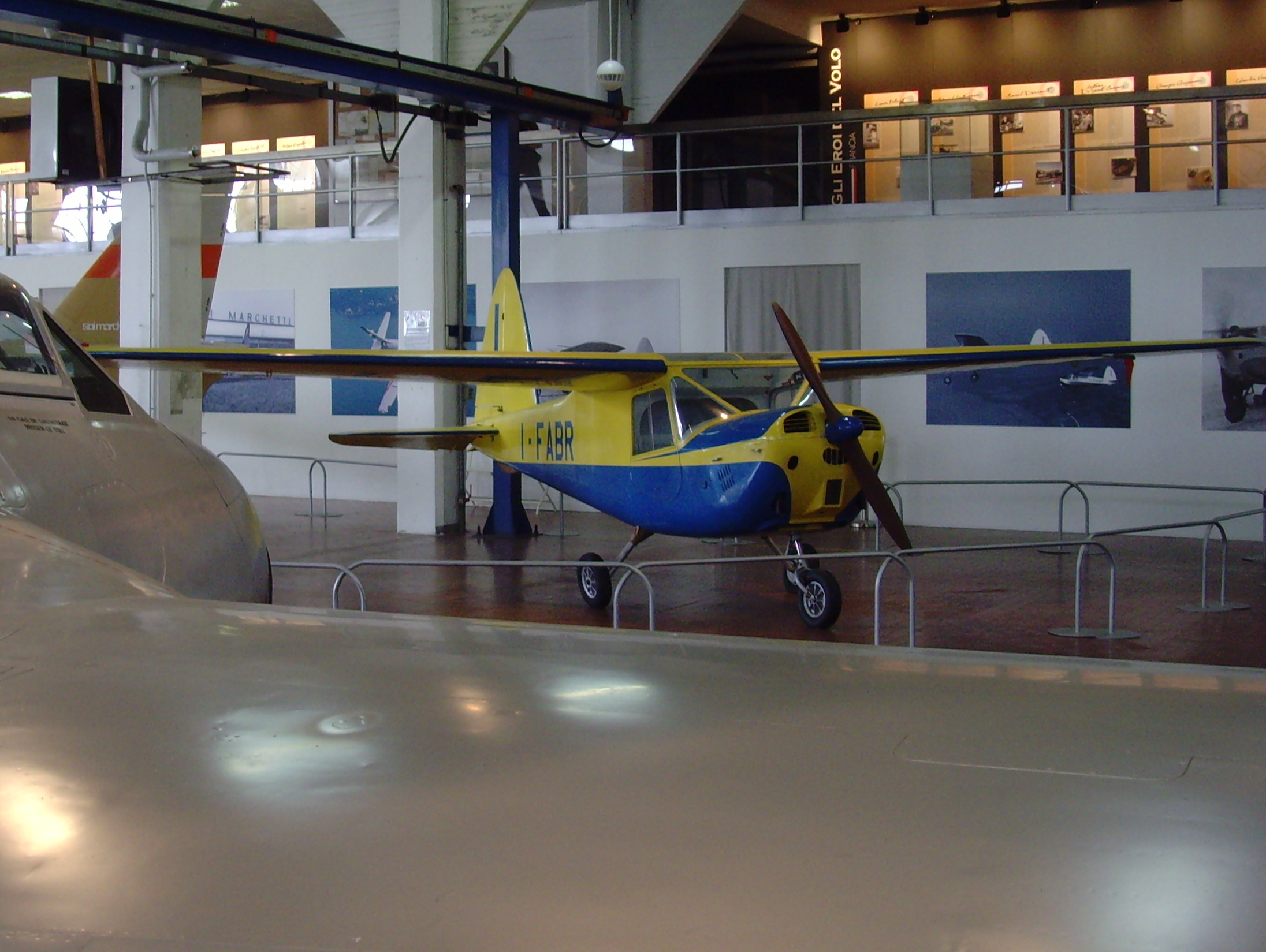
L'MB-308 marche I-FABR, primo esemplare costruito, in esposizione presso il museo del volo VOLANDIA.

Al 2013 esistono ancora una decina di esemplari in condizioni di volo, utilizzati da utenti privati in Argentina, Australia, Francia, Germania, Italia e Spagna.
Tra gli esemplari esposti in musei aeronautici si ricordano l'MB.308 marche SG-8 (MM 53058) in livrea AM esposto al Museo storico dell'Aeronautica Militare di Vigna di Valle, l'esemplare esposto al Museo dell'Aeronautica Gianni Caproni di Trento e l'I-FABR, primo esemplare costruito, presso il museo del volo Volandia.

### Pubblicazioni
- The Macchi MB 308, in Flight, 17 luglio 1947,  p. 64. URL consultato il 21 settembre 2013.